# (400277) 2007 RO265
(400277) 2007 RO265 es un asteroide perteneciente al cinturón de asteroides, descubierto el 23 de agosto de 2007 por el equipo del Spacewatch desde el Observatorio Nacional de Kitt Peak, Arizona, Estados Unidos.

## Designación y nombre
Designado provisionalmente como 2007 RO265.

## Características orbitales
2007 RO265 está situado a una distancia media del Sol de 2,404 ua, pudiendo alejarse hasta 2,474 ua y acercarse hasta 2,335 ua. Su excentricidad es 0,028 y la inclinación orbital 5,553 grados. Emplea 1361,90 días en completar una órbita alrededor del Sol.

## Características físicas
La magnitud absoluta de 2007 RO265 es 17,7.